# Vinko Möderndorfer

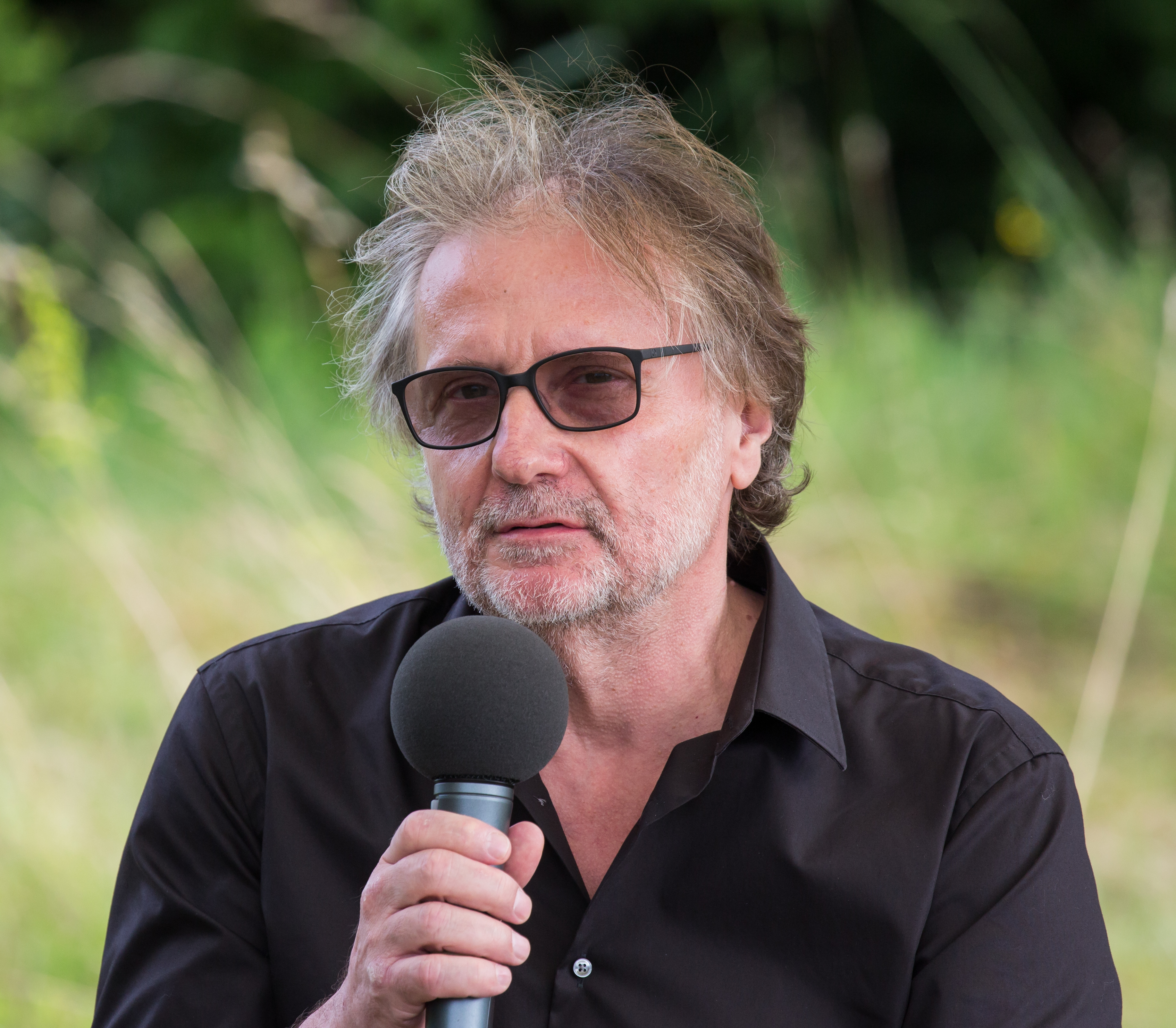
Vinko Möderndorfer, 2020

Vinko Möderndorfer (* 22. September 1958 in Celje, Jugoslawien) ist ein slowenischer Schriftsteller und Regisseur.

## Leben und künstlerische Laufbahn
Nach seinem Abitur in Celje studierte Möderndorfer Theater- und Radioregie an der Akademie für Theater, Radio, Film und Fernsehen (kurz: AGRFT) in Ljubljana. 1983 schloss er das Studium ab und begann seine Laufbahn als Theater- und Opernregisseur an verschiedenen slowenischen Institutionen. 1983 wurde er künstlerischer Leiter des Experimentaltheaters Glej, in dem er entscheidende Impulse zu einer künstlerischen Neuausrichtung und einer kontinuierlich erfolgreichen Arbeit setzen konnte. Für seine Arbeit bei Glej wurde er bereits 1984 mit dem Preis Zlata ptica ausgezeichnet. Möderndorfer war bislang an über 100 Vorstellungen als Regisseur beteiligt. 2003 wurde er Dozent für Theaterregie an der AGRFT und übte diese Funktion einige Jahre aus.
Möderndorfer ist ebenso als Film-, Fernseh- und Rundfunkregisseur tätig und verfasste bereits über 80 Hörspiele, die auch über Sloweniens Grenzen hinaus gespielt wurden. Außerdem ist er Autor mehrerer Filmszenarien. Seine Kinofilme konnten verschiedene Preise im In- und Ausland erlangen. Für seine Tätigkeit als Regisseur und Szenarist wurde Möderndorfer ebenfalls mehrfach ausgezeichnet.
2016 wurde Möderndorfer zum Präsidenten des Aufsichtsrats des Prešeren-Fonds gewählt. Als solcher wurde er für seine kritischen Reden zur slowenischen Gesellschaft und Kultur bei der Verleihung des Prešeren-Preises bekannt und geschätzt. 2019 erklärte er seinen vorzeitigen Rücktritt.
Möderndorfer ist der Enkel des gleichnamigen Kärntner Ethnologen und politischen Aktivisten Vinko Möderndorfer.

## Literarisches Schaffen
Möderndorfer ist einer der produktivsten und vielseitigsten Künstler Sloweniens. Neben seiner Tätigkeit als Regisseur schreibt er Prosa, Lyrik sowie Kinder- und Jugendliteratur und zählt auch hier zu den prominenten Akteuren Sloweniens.
In Möderndorfers umfangreichem und facettenreichem literarischen Opus lassen sich zwei thematische Konstanten ausmachen: Gesellschaftskritik sowie Liebe und Erotik. Der slowenische Dichter und Literaturwissenschaftler Boris A. Novak zählt Möderndorfer zu den besten slowenischen Autoren erotischer Literatur. Seine schriftstellerische Karriere begann er in den 1970er Jahren mit dem Verfassen von Lyrik. Anfangs war diese thematisch vor allem von Liebe und Erotik geprägt, in den 1990er Jahren öffnete sie sich auch für gesellschaftspolitische Themen.
Auch in seinem Prosaschaffen sind ähnliche Tendenzen zu beobachten. Möderndorfer begann in den 1990er-Jahren mit dem Veröffentlichen von Prosa. Im Mittelpunkt seiner Werke stehen oft der Mensch im Spannungsfeld zeitgenössischer gesellschaftlicher Probleme sowie Liebesbeziehungen. Hierbei reicht die Spannweite der literarischen Figuren von gesellschaftlich marginalisierten Personen über Künstler bis hin zu Mitgliedern höherer gesellschaftlicher Schichten. Auch hinsichtlich Genres zeigt sich sein Opus äußerst vielfältig: So trägt sein zweiter Roman Pokrajina št. 2 (1998, "Landschaft Nr. 2") deutliche Züge eines Kriminalromans, seine Kurzgeschichtensammlung Vsakdanja spominjanja (2008, „Alltägliche Erinnerungen“) ist autobiographisch geprägt und sein 800 Seiten umfassendes Werk Druga preteklost (2017, „Die andere Vergangenheit“) behandelt die Geschichte eines fiktiven Dorfes in Slowenien, in dem slowenische und deutschsprachige Bewohner Seite an Seite leben, von Anfang des 20. Jahrhunderts bis zur Gegenwart. Mit Pokrajina št. 2 und Predmestje (2002) wurden zwei seiner Romane verfilmt.
Für seine Prosa und Lyrik wurde Möderndorfer mit mehreren Preisen ausgezeichnet. Er erhielt unter anderem den Preis des Prešeren-Fonds (2000, für die Kurzgeschichtensammlung Nekatere ljubezni) und den Župančič-Preis (1994, für die Kurzgeschichtensammlung Krog male smrti) sowie den Preis Velenjica – čaša nesmrtnosti für sein lyrisches Opus des vergangenen Jahrzehnts (2009).
Möderndorfer tritt weiterhin als Autor von Kinder- und Jugendliteratur in Erscheinung. Für seinen Roman Kot v filmu (2013; dt. Übersetzung Wie im Film, 2015) erhielt er gleich drei renommierte Preise: Zlata ptica, Desetnica und Večernica. Auch für den Roman Kit na plaži (2017, "Wal am Strand") wurde Möderndorfer mit dem Preis Desetnica ausgezeichnet.
Möderndorfer ist darüber hinaus Verfasser von drei Essaybänden, in denen er hauptsächlich Themen rund um Theater und künstlerisches Schaffen reflektiert.

## Publikationen (Auswahl)

### Romane
- Tek za rdečo hudičevko (1996)
- Pokrajina št. 2 (1998)
- Predmestje (2002)
- Omejen rok trajanja (2003)
- Ljubezni Sinjebradca (2005)
- Nespečnost (2006)
- Odprla sem oči in šla k oknu (2007)
- Opoldne nekega dne (2008)
- Nihče več ne piše pisem (2011)
- Balzacov popek. Pripoved običajne norosti (2013)
- Konec zgodbe (2017)
- Druga preteklost (2017)
  - dt. Übersetzung: Die andere Vergangenheit. Wien: Residenz, 2023. Übersetzt von Erwin Köstler und Andrej Leben. ISBN 978-3-7017-1774-3

### Lyrik
- Rdeči ritual (1975)
- Pesmičice (1977)
- Mah (1981)
- Telo (1989)
- Male nočne ljubavne pesmi (1993)
- Madonca fleten svet (1995)
- Zlodejeve žalostinke (1999)
- Pesmi iz črne kronike (1999)
- Temno modro kot september (2003)
- Skala in srce (2004)
- Razhajanja (2007)
- Dotikanja (2008)
- Tavanja (2010)
- Prostost sveta (2011)
- Nimam več sadja zate (2011)
- Kot belo, kot ljubezen (2015)
- Predanost (2018)

### Kinder- und Jugendliteratur
- Sin Srakolin (1999)
- Muc Langus in Čarovnička Gajka (2002)
- Vrnitev muca Langusa in Čarovničke Gajke (2006)
- Potovanje muca Langusa & čarovničke Gajke (2009)
- Rdečehlačka. Vesele zgodbe zelo male deklice (2010)
- Velika žehta (2011)

- Kot v filmu (2013)
  - dt. Übersetzung: Wie im Film. Übersetzt von Tadeja Lackner-Naberžnik. Ljubljana: Društvo slovenskih pisateljev, 2015.
- Kit na plaži (2015)
- Jaz sem Andrej (2018)
- Sončnica (2021)